# Добри Бодуров
Добри Стоянов Бодуров е български политик, деец на Българската работническа социалдемократическа партия (широки социалисти).

## Биография
Роден е в 1875 година в шуменското село Върбица. Завършва Шуменското педагогическо училище и работи като учител в Айтос и на други места. В 1893 година основава в Айтос социалдемократическа организация и става неин секретар. В 1900 година е уволнен и му е забранено да бъде учител за организиране на митинги против въвеждането на десятъка.
Деец е на Македоно-одринската организация. През април 1901 година е делегат на Осмия македоно-одрински конгрес от Айтоското дружество.
При разцеплението на БСДП в 1903 година минава на страната на широките социалисти. Става член на Централния комитет на партията, а по-късно негов политически секретар.
Бодуров участва в кооперативното движение в България. Член е на Съюза на популярните банки и на Централния съвет на кооперация „Напред“.
След Деветосептемврийския преврат в 1944 година е член и секретар на Националния комитет на Отечествения фронт. Привърженик е на лявото крило на БРСДП и е председател на комисията, която води преговорите с Българската комунистическа партия за обединение. В 1948 година, когато БРСДП се влива в БКП, Добри Бодуров става член на Централния комитет на Българската комунистическа партия и остава такъв до смъртта си. Награден е с орден „НРБ“ II степен в 1947 година и I степен в 1955 година.
Умира в 1959 година в София.